# Fitznerkvartetten
Fitznerkvartetten var en stråkkvartett som grundades av den österrikiske violinisten Rudolf Fitzner 1894. De ursprungliga medlemmarna var, förutom Fitzner själv som primarie, Max Weissgärber (andraviolin), Otto Zert (viola) och Friedrich Buxbaum (cello).
Fitznerkvartetten uruppförde en hel del ny musik, bl.a. Arnold Schönbergs Stråkkvartett i D-dur från 1897, Alexander von Zemlinskys Stråkkvartett nr 1 i A-dur och Ernst von Dohnányis Stråkkvartett nr 1 i A-dur op. 7. De gav även en hel Haydncykel vid tiden för första världskriget och lär till och med ha spelat in alla Haydns kvartetter före 1920.
Fitznerkvartettens medlemmar var över tid:
- Första violin: Rudolf Fitzner
- Andra violin: Max Weissgärber, Jaroslav Czerny, Theodor Hess
- Viola: Otto Zert, Heinrich Graesser, Franz Konwitschny
- Cello: Friedrich Buxbaum, Hugo Kreisler, Anton Walter

Kvartetten upplöstes 1929.